# Беван Джордж
Беван Джордж (англ. Bevan George, 22 березня 1977) — австралійський хокеїст на траві.
Олімпійський чемпіон 2004 року, бронзовий призер 2008 року.
Переможець Ігор Співдружності 2002, 2006 років.
Срібний призер Чемпіонату світу 2002, 2006 років.
Переможець Трофею чемпіонів 2005, 2008 років, срібний призер 2001, 2003, 2007 років.